# Regarde cette chanson
Pour plus de détails, voir Fiche technique et Distribution.
Regarde cette chanson (Veja Esta Canção) est un film brésilien réalisé par Carlos Diegues, sorti en 1994. C'est un film en quatre parties; chacune est inspirée d'une chanson à succès qui lui donne son nom.
Les chansons sont :
- Pisada de Elefante de Jorge Ben Jor
- Drão de Caetano Veloso et Gilberto Gil
- Você É Linda de Caetano Veloso
- Samba do Grande Amor de Chico Buarque

## Fiche technique
- Titre original : Veja Esta Canção
- Titre français : Regarde cette chanson
- Réalisation : Carlos Diegues
- Pays d'origine : Brésil
- Format : Couleurs - 35 mm - Stéréo
- Genre : drame
- Durée : 104 minutes
- Date de sortie : 1994